# Walther von Dyck
Walther Franz Anton von Dyck (Munique, 6 de dezembro de 1856 – Munique, 5 de novembro de 1934) foi um matemático alemão.
Está sepultado no Cemitério de Solln.